# Oder-Spreekanalen

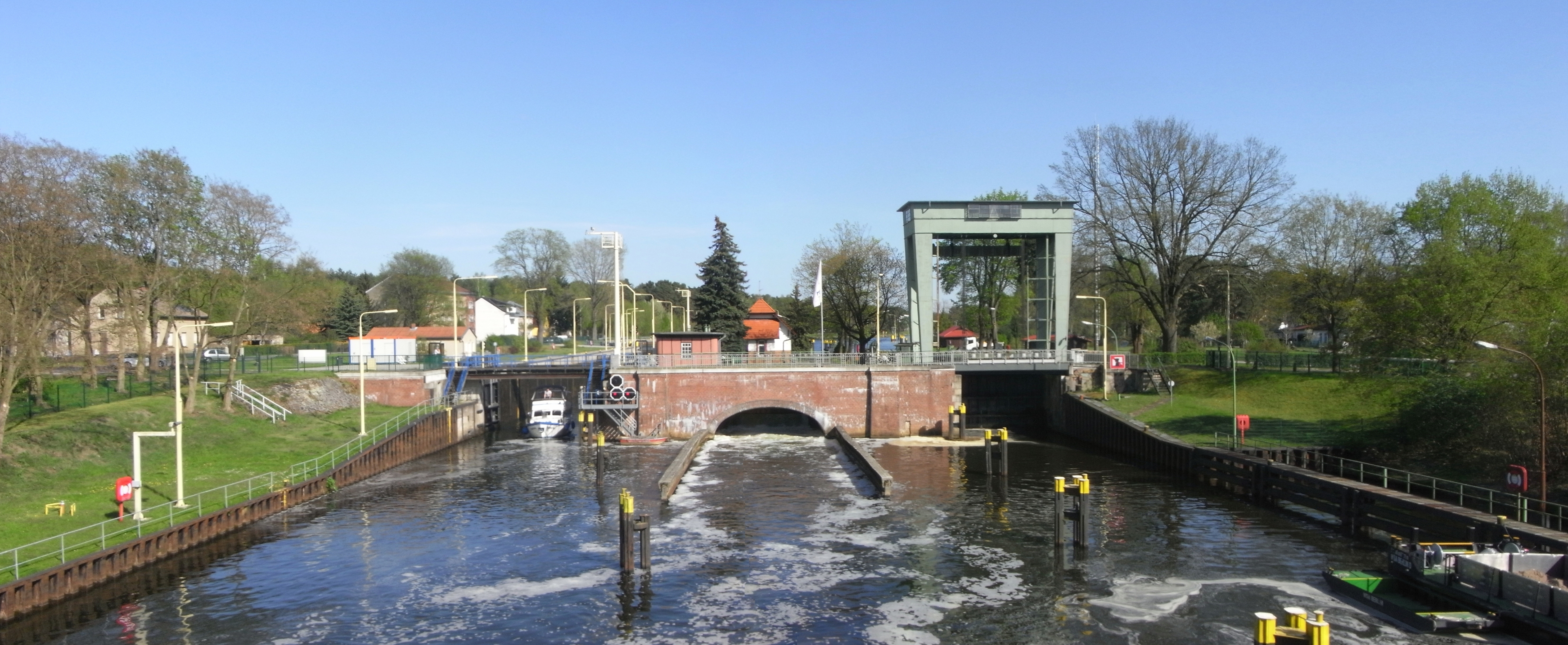
Slussen i Wernsdorf.

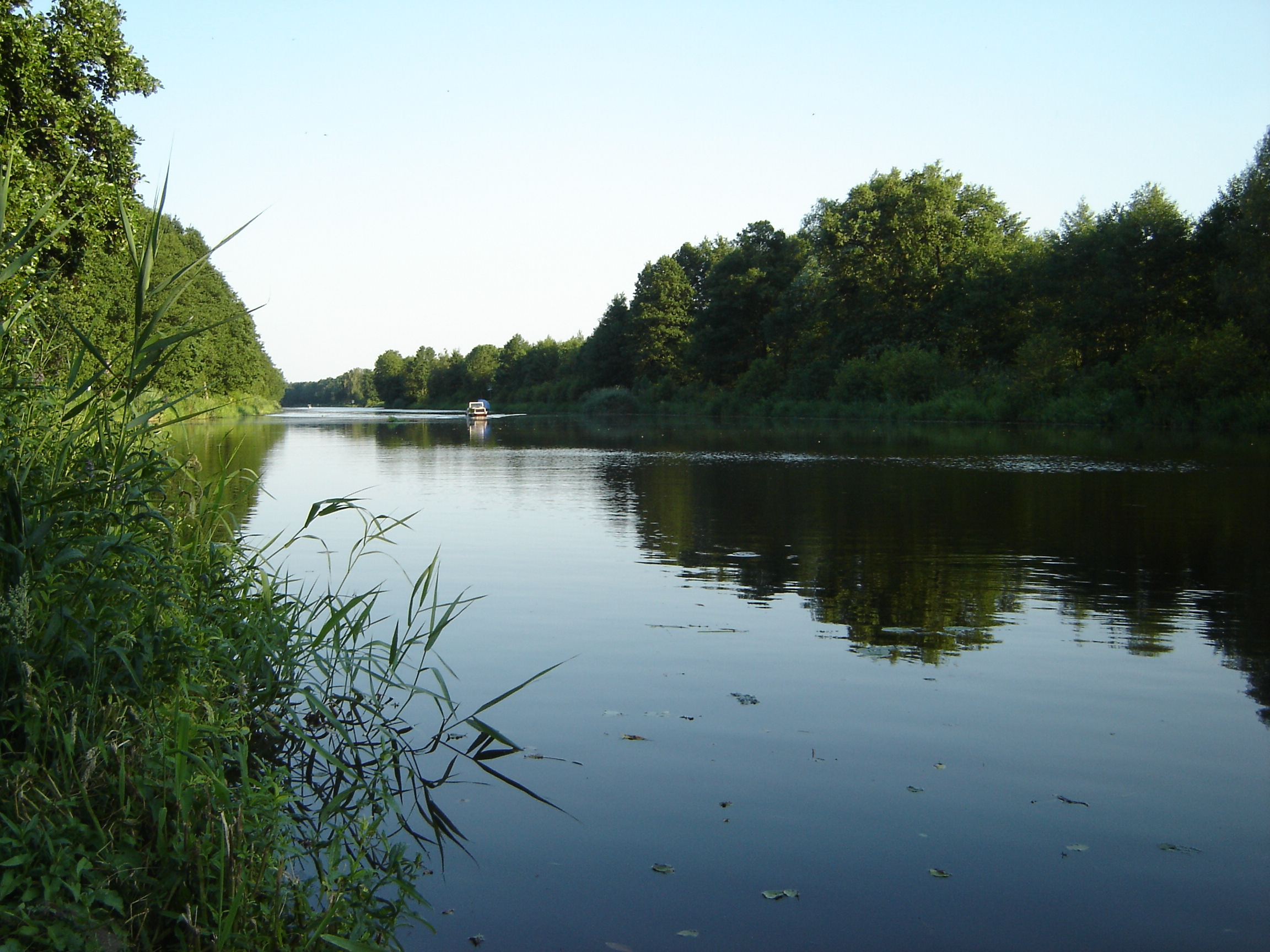
Oder-Spreekanalen öster om Fürstenwalde vid Berkenbrück.

Oder-Spreekanalen (tyska: Oder-Spree-Kanal) är en kanal i östra Brandenburg i Tyskland. Kanalen börjar vid floden Oder vid Eisenhüttenstadt, passerar staden Fürstenwalde och mynnar i floden Dahme, en biflod till Spree, vid Schmöckwitz i östra Berlin.
Kanalen består av tre separata delsträckningar: den 24 kilometer långa västliga kanalen mellan Schmöckwitz och Fürstenwalde, en 20 kilometer lång mellansträckning som följer floden Spree genom staden Fürstenwalde och den östra 41 kilometer långa kanalen som sammanbinder Spree med Oder vid Eisenhüttenstadt. Totalt finns fyra slussar i kanalen.
Kanalen öppnades 1891 och ersatte då den äldre Friedrich Wilhelm-kanalen från 1668.